# Maros

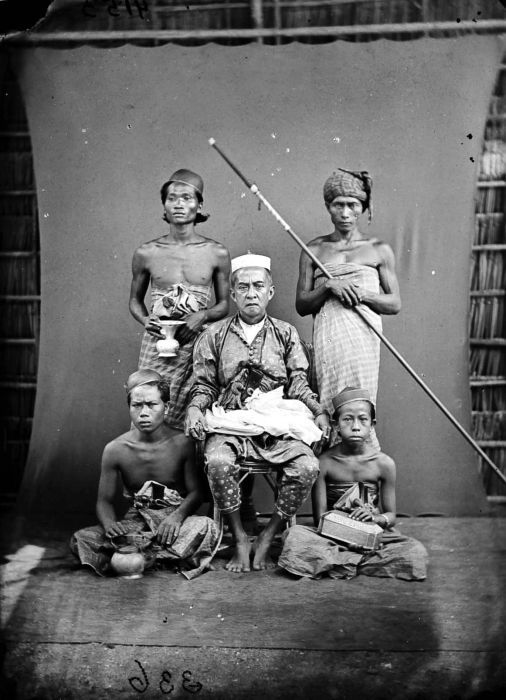
Regent van Maros met gevolg in Makassar tijdens de koloniale tijd

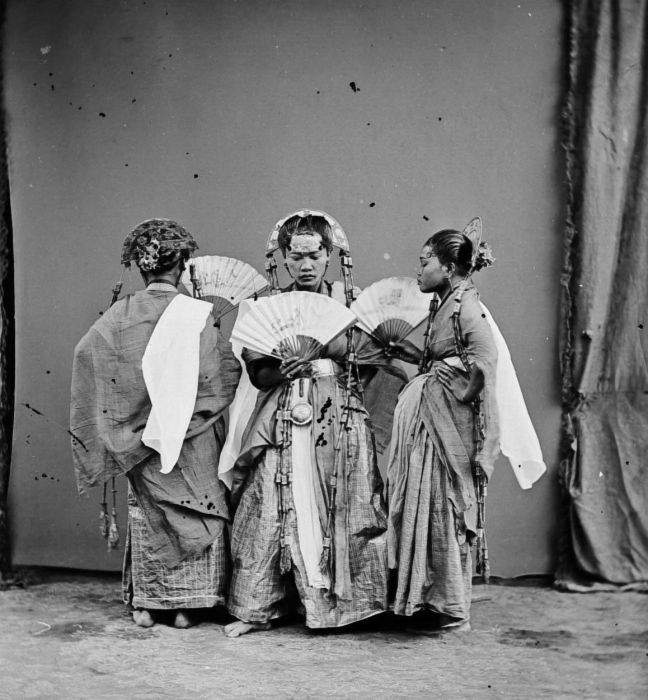
Padjoge-danseressen te Maros, Sulawesi (ca. 1870)

Maros is een plaats in de Indonesische provincie Zuid-Sulawesi. Het is de hoofdstad van de gelijknamige bestuurlijke regio. De plaats ligt op ongeveer 50 kilometer afstand van Makassar.
Dicht bij Maros bevindt zich een prehistorische grot, die is toegevoegd aan de UNESCO-werelderfgoedlijst. Onderzoek dat in oktober 2014 in Nature is gepubliceerd, toont aan dat rotstekeningen in Maros waarschijnlijk ouder zijn dan de oudst gevonden rotstekeningen in Europa.
In de stad is het Indonesische onderzoeksbureau voor graanproducten gevestigd, dat deel uitmaakt van het Indonesisch Agentschap voor Onderzoek en Ontwikkeling van de Landbouw.